# Sueño en el pabellón rojo
Sueño en el pabellón rojo o Sueño de las mansiones rojas (紅樓夢/红楼梦, Hóng lóu mèng) es una novela de Cao Xueqin (en chino: 曹雪芹). Fue escrita a mediados del siglo XVIII, durante el reinado de la Dinastía Qing. Está considerada una de las obras maestras de la literatura de China y es una de las cuatro novelas clásicas chinas, y es generalmente reconocida como la cúspide de la narrativa china. La rojología es el nombre que recibe el estudio de esta obra.

## Contenido
Hasta antes de su publicación impresa en 1791, la novela circuló en copias manuscritas con diferentes títulos. También es conocida como Historia de la Piedra (chino tradicional: 石頭記, pinyin: Shitou ji). Mientras que los primeros 80 capítulos fueron escritos por Cao Xueqin, Gao E, quien editó la primera y segunda ediciones impresas con su compañero Cheng Weiyuan en 1791, añadió 40 capítulos adicionales para completar la versión actual de la novela.
Sueño en el pabellón rojo se cree que es una obra semiautobiográfica, reflejando el auge y decadencia de la propia familia de Cao Xueqin y por extensión, de la dinastía Qing. Por los datos proporcionados por el propio autor desde el primer capítulo, se pretende que sea un monumento a las mujeres que conoció en su juventud: amigas, parientes, sirvientas. La novela es notable no solo por su enorme elenco de personajes y la psicología de los mismos, sino también por su observación precisa y detallada de la vida y las estructuras sociales propias de la aristocracia china del siglo XVIII.

## Lenguaje
La obra fue escrita en chino vernáculo o baihua en lugar de en chino clásico o literario. Cao Xueqin conocía bien la poesía china y el chino clásico, y había escrito tratados en estilo semiliterario. Los diálogos de la novela fueron escritos en dialecto mandarín pekinés, que se convirtió en la base del chino oral moderno. A principios del siglo XX, los lexicógrafos usaron el texto de la obra para establecer el vocabulario del nuevo mandarín estándar y los reformadores usaron la novela para promocionar la escritura vernácula.

## Temas
En el primer capítulo de la novela aparece este pareado:

假作真時真亦假，
無為有處有還無。
Cuando se toma lo falso por verdadero, lo verdadero se torna falso;
cuando de la nada surge el ser, el ser permanece nada.

Según un crítico, este pareado significa «no una dura y rápida división entre verdad y falsedad, entre realidad e ilusión, sino la imposibilidad de diferenciarlas en cualquier mundo, ficticio o real». El nombre de la principal familia, Jia (賈, pronunciado jiǎ), es un homófono del carácter jiǎ 假, que significa falso o ficticio; este hecho es el contrario de lo que ocurre con otra familia, cuyo apellido Zhen (甄, pronunciado zhēn), es un homófono de la palabra «real» (真). Se ha sugerido que la familia de la novela es tanto un reflejo realista como la versión ficticia o soñada de la familia del propio Cao.
La novela suele titularse Hóng lóu mèng (紅樓夢), que literalmente significa «sueño de la habitación roja». «Habitación roja» es una expresión que tiene varios significados; uno de ellos hace referencia a los pabellones resguardados en los que residían las hijas de familias prominentes. Hace referencia también a un sueño que Baoyu tiene en el capítulo cinco y que tiene lugar en un «pabellón rojo» en el que presagia los destinos de muchos personajes. «Habitación» se traduce en ocasiones como mansión, debido a las muchas definiciones del carácter chino 樓. Sin embargo, se cree que la palabra mansión es una mala interpretación de la frase hónglóu, que según Zhou Ruchang debería ser traducida de forma más precisa como cámara o habitación.
La novela describe vívidamente muchos aspectos de la cultura china del momento, como la medicina tradicional, la gastronomía, la cultura del té, las festividades, chengyu, la mitología, el confucianismo, el budismo, el taoísmo, la piedad filial, la ópera y la música china, la arquitectura, los ritos funerarios, la pintura, la literatura clásica y los Cuatro Libros y los Cinco Clásicos. De entre todos ellos, la novela destaca por el gran empleo de la poesía.

## Personajes

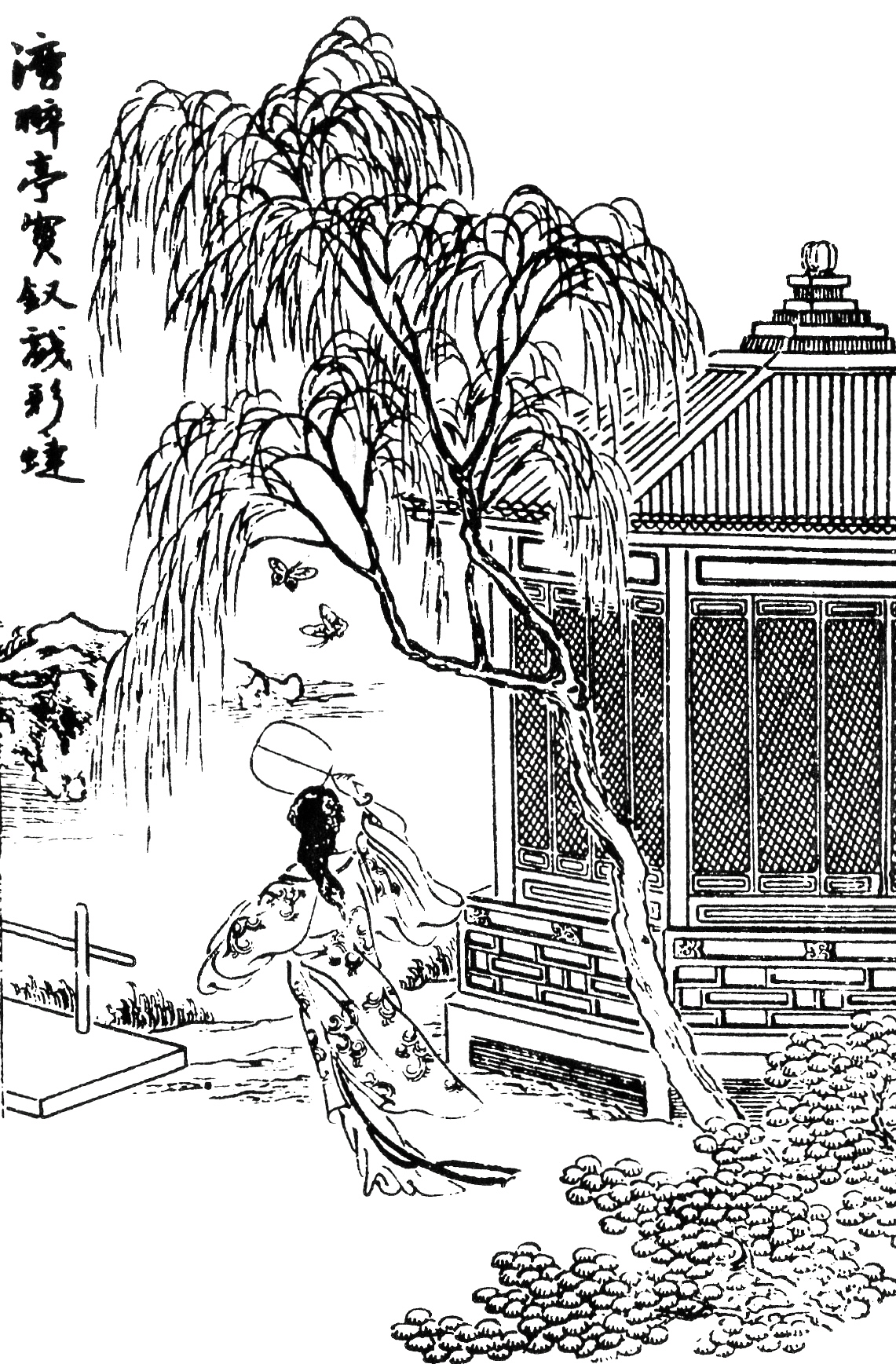
Un grabado en madera de la dinastía Qing de 1889 que representa una escena de la novela, donde Xue Baochai persigue mariposas (capítulo 27).

Sueño en el pabellón rojo contiene una cantidad extraordinariamente grande de personajes: casi 40 se consideran personajes principales y hay más de 400 adicionales. La novela también es conocida por los complejos retratos de sus numerosos personajes femeninos. Según Lu Xun en el apéndice de Una breve historia de la ficción china, El sueño en el pabellón rojo rompió todos los pensamientos y técnicas imaginables de la ficción tradicional china; su caracterización realista presenta personajes completamente humanos que no son "completamente buenos ni completamente malos", pero que parecen habitar parte del mundo real.
Los nombres de las sirvientas y sirvientes se dan en la transcripción pinyin y en la traducción de David Hawkes.
Jia Baoyu y las doce bellezas de Jinling 

- Jia Baoyu ( chino simplificado :贾宝玉; chino tradicional :賈寶玉; pinyin: Jiǎ Bǎoyù; Wade – Giles: Chia Pao-yu ; Significado: Jade precioso)

El protagonista principal tiene unos 12 o 13 años cuando se presenta en la novela. [21] Es el hijo adolescente de Jia Zheng y su esposa, Lady Wang, y nacido con un trozo de jade luminiscente en la boca (la Piedra), Baoyu es el heredero aparente de la Casa Rongguo. Mal visto por su estricto padre confuciano, Baoyu lee Zhuangzi y el Romance de la Cámara Occidental a escondidas, en lugar de los Cuatro Libros de la educación china clásica. Baoyu es muy inteligente, pero no le gustan los burócratas aduladores que frecuentan la casa de su padre. Un individuo sensible y compasivo, tiene una relación especial con muchas de las mujeres de la casa.

- Lin Daiyu ( chino :林黛玉; pinyin : Lín Dàiyù ; Wade-Giles : Lin Tai-yu ; Significado: Jade azul-negro)

La prima hermana más joven de Jia Baoyu y su verdadero amor. Ella es la hija de Lin Ruhai (林如海), un Yangzhou el erudito oficial que gobierna la sal, y Lady Jia Min (賈敏), la tía paterna de Baoyu. Es una imagen de espiritualidad e inteligencia en la literatura clásica china: divinamente bella, sentimental, sarcástica y con un alto nivel de autoestima. Ella también sufre de una enfermedad respiratoria. La novela propiamente dicha comienza en el Capítulo 3 con la llegada de Daiyu a la Casa Rongguo poco después de la muerte de su madre. En la historia marco de la novela, Daiyu es la reencarnación del Hada Crimson Pearl, y el propósito de su nacimiento mortal es pagarle a Baoyu con lágrimas por regarla en su encarnación anterior como la Deidad Shenying en los cielos. Enferma y propensa a ataques de celos, Daiyu es, sin embargo, una poeta extremadamente talentosa y consumada.

- Xue Baochai (chino simplificado :薛宝钗; chino tradicional :薛寶釵; pinyin: Xuē Bǎochāi ; Wade-Giles: Hsueh Pao-chai; Significado: horquilla con joyas)

Otra prima hermana de Jia Baoyu. La única hija de la tía Xue (薛姨媽), hermana de la madre de Baoyu, Baochai es una lámina.a Daiyu. Mientras que Daiyu es poco convencional y sincera, Baochai es mundana y muy discreta: una doncella feudal china modelo. La novela la describe como hermosa y ambiciosa. Baochai tiene una cara redonda, piel clara, ojos grandes y, algunos dirían, una figura más voluptuosa en contraste con la delicadeza esbelta y esbelta de Daiyu. Baochai lleva consigo un relicario de oro que contiene las palabras que le dio un monje budista en su infancia. El relicario dorado de Baochai y el jade de Baoyu contienen inscripciones que parecen complementarse perfectamente entre sí en el mundo material. Su matrimonio con Baoyu se ve en el libro como predestinado.

- Jia Yuanchun (chino simplificado:贾元春; chino tradicional :賈元春; pinyin: Jiǎ Yuánchūn ; Wade – Giles: Chia Yuan-chun ; Significado: Primera primavera)

La hermana mayor de Baoyu por aproximadamente una década. Originalmente una de las damas de honor en el palacio imperial, Yuanchun luego se convierte en una Consorte Imperial, después de haber impresionado al Emperador con su virtud y conocimiento. Su ilustre posición como favorita del Emperador marca el apogeo de los poderes de la familia Jia. A pesar de su prestigiosa posición, Yuanchun se siente prisionera dentro del palacio imperial y muere a la edad de cuarenta años. El nombre de cuatro hermanas juntas "Yuan-Ying-Tan-Xi" es un homófono con "Supuestamente suspirar".

- Jia Tanchun (chino simplificado :贾 探春; chino tradicional :賈 探春; pinyin: Jiǎ Tànchūn ; Wade – Giles: Chia Tan-chun ; Significado: Buscando la primavera)

Media hermana menor de Baoyu por la concubina Zhao. Extremadamente franca, es casi tan capaz como Wang Xifeng. La propia Wang Xifeng la felicita en privado, pero lamenta que "nació en el útero equivocado", ya que las concubinas no son respetadas tanto como las de las primeras esposas. También es una poeta muy talentosa. Tanchun es apodada "Rosa" por su belleza y su personalidad espinosa. Más tarde se casa con un miembro de una familia militar en el Mar del Sur, lejos de casa.

- Shi Xiangyun (chino simplificado :史湘云; chino tradicional:史湘雲; pinyin: Shǐ Xiāngyún; Wade – Giles: Shih Hsiang-yun; Significado: Nubes del río Xiang)

La prima segunda más joven de Jia Baoyu. La nieta de la abuela Jia. Huérfana en la infancia, crece con su rico tío paterno y su tía que la trata con crueldad. A pesar de esto, Xiangyun es sincera y alegre. Una belleza comparativamente andrógina, Xiangyun se ve bien con ropa de hombre (una vez que se puso la ropa de Baoyu y la abuela Jia pensó que era un hombre) y le encanta beber. Es franca y sin tacto, pero su naturaleza indulgente quita el aguijón de sus comentarios casuales y veraces. Ella es una poeta bien educada y talentosa como Daiyu o Baochai. Su joven esposo muere poco después de su matrimonio. Ella promete ser una viuda fiel por el resto de su vida.

- Miaoyu (chino :妙玉; pinyin: Miàoyù; Wade-Giles: Miao-yu; traducción de Hawkes / Minford: Adamantina; Significado: Maravilloso / inteligente Jade)

Una joven monja de los claustros budistas de la casa Rong-guo. Aunque hermosa y erudita, es distante, altiva, poco sociable y tiene una obsesión por la limpieza. La novela dice que su enfermedad la obligó a convertirse en monja y se refugia en el convento para esquivar los asuntos políticos. Se desconoce su destino después de su secuestro por bandidos.

- Jia Yingchun (chino simplificado :贾迎春; chino tradicional :賈迎春; pinyin: Jiǎ Yíngchūn ; Wade – Giles : Chia Ying-chun ; Significado: Bienvenida a la primavera)

Segunda mujer miembro de la familia de la generación de la familia Jia después de Yuanchun, Yingchun es la hija de Jia She, el tío de Baoyu y, por lo tanto, su prima hermana mayor. Se dice que Yingchun, una persona bondadosa y de voluntad débil, tiene una personalidad "rígida" y parece bastante apática hacia todos los asuntos mundanos. Aunque es muy bonita y culta, no se compara en inteligencia e ingenio con ninguna de sus primas. El rasgo más famoso de Yingchun, al parecer, es su falta de voluntad para entrometerse en los asuntos de su familia. Finalmente, Yingchun se casa con un funcionario de la corte imperial, y su matrimonio es simplemente uno de los intentos desesperados de su padre por aumentar la decadente fortuna de la familia Jia. La recién casada Yingchun se convierte en víctima de abuso doméstico y violencia constante a manos de su cruel y abusivo esposo.

- Jia Xichun (chino simplificado :贾 惜春; chino tradicional:賈 惜春; pinyin: Jiǎ Xīchūn ; Wade – Giles: Chia Hsi-chun; Significado: Atesorando la primavera)

La prima más joven de Baoyu de la Casa Ningguo, pero criada en la Casa Rongguo. Pintora talentosa, también es una devota budista. Ella es la hermana menor de Jia Zhen, directora de la Casa Ningguo. Al final de la novela, tras la caída de la casa de Jia, abandona sus preocupaciones mundanas y se convierte en monja budista. Ella es la segunda más joven de las doce bellezas de Jinling, descrita como una preadolescente en la mayor parte de la novela.

- Wang Xifeng (chino simplificado :王熙凤; chino tradicional :王熙鳳; pinyin: Wáng Xīfèng ; Wade – Giles : Wang Hsi-feng ;Significado: Fénix espléndido), alias Hermana Feng .

La prima mayor de Baoyu, joven esposa de Jia Lian (quien es el primo hermano paterno de Baoyu), sobrina de Lady Wang. Por lo tanto, Xifeng está relacionada con Baoyu tanto por sangre como por matrimonio. Una mujer extremadamente hermosa, Xifeng es capaz, inteligente, graciosa, conversadora y, a veces, viciosa y cruel. Sin lugar a dudas, la mujer más mundana de la novela, Xifeng está a cargo del funcionamiento diario de la casa Rongguo y ejerce una economía notable, así como un poder político dentro de la familia. Siendo una de las favoritas de la abuela Jia, Xifeng mantiene entretenidas tanto a Lady Wang como a la abuela Jia con sus bromas constantes y charlas divertidas, interpretando el papel de la perfecta nuera filial, y complaciendo a la abuela Jia, gobierna toda la casa con una plancha. puño. Una de las personalidades polifacéticas más notables de la novela, Xifeng puede ser bondadosa con los pobres e indefensos. Por otro lado, Xifeng puede ser lo suficientemente cruel como para matar. Su personalidad luchadora, su risa fuerte y su gran belleza contrastan con muchas bellezas frágiles y de voluntad débil de la literatura china del siglo XVIII. Ella hace una fortuna a través de préstamos usureros y trae la ruina a la familia. Muere poco después de que el gobierno se apodere de los bienes de la familia.

- Jia Qiaojie (chino simplificado :贾 巧姐; chino tradicional :賈 巧姐; pinyin: Jiǎ Qiǎojiě ; Wade – Giles : Chia Chiao-chieh )

Hija de Wang Xifeng y Jia Lian. Ella es una niña durante gran parte de la novela. Después de la caída de la casa de Jia, en la versión de Gao E y Cheng Weiyuan, se casa con el hijo de una acaudalada familia rural presentada por la abuela Liu y pasa a llevar una vida feliz y sin incidentes en el campo.

- Li Wan (chino simplificado :李 纨; chino tradicional :李 紈; pinyin : Lǐ Wán ; Wade – Giles : Li Wan ; Significado: seda blanca)

La cuñada mayor de Baoyu, viuda del hermano mayor fallecido de Baoyu, Jia Zhu (賈 珠). Su tarea principal es criar a su hijo Lan y cuidar de sus primas. La novela retrata a Li Wan, una joven viuda de veintitantos años, como una mujer de modales apacibles sin deseos ni deseos, el ideal confuciano perfecto de una viuda de luto adecuada. Eventualmente alcanza un alto estatus social debido al éxito de su hijo en los exámenes imperiales, pero la novela la ve como una figura trágica porque desperdició su juventud manteniendo los estrictos estándares de comportamiento.

- Qin Keqing ( chino :秦可卿, un homófono con "despreciar el amor" ; pinyin : Qín Kěqīng ; Wade – Giles : Ch'in K'o-ching )

Nuera de Jia Zhen. De todos los personajes de la novela, las circunstancias de su vida y su muerte prematura se encuentran entre las más misteriosas. Aparentemente una mujer muy hermosa y coqueta, mantuvo un romance con su suegro y muere antes del segundo cuarto de la novela. Su dormitorio está adornado con artefactos invaluables pertenecientes a mujeres extremadamente sensuales, tanto históricas como mitológicas. En su cama, Bao Yu primero viaja a la Tierra de la Ilusión, donde tiene un encuentro sexual con Two-In-One, que representa a Xue Baochai y Lin Daiyu. El nombre de Two-in-One también es Keqing, lo que hace que Qin Keqing también sea un personaje importante en la experiencia sexual de Bao Yu. Las doce canciones originales insinúan que Qin Keqing se ahorcó.

.
Otros personajes principales 

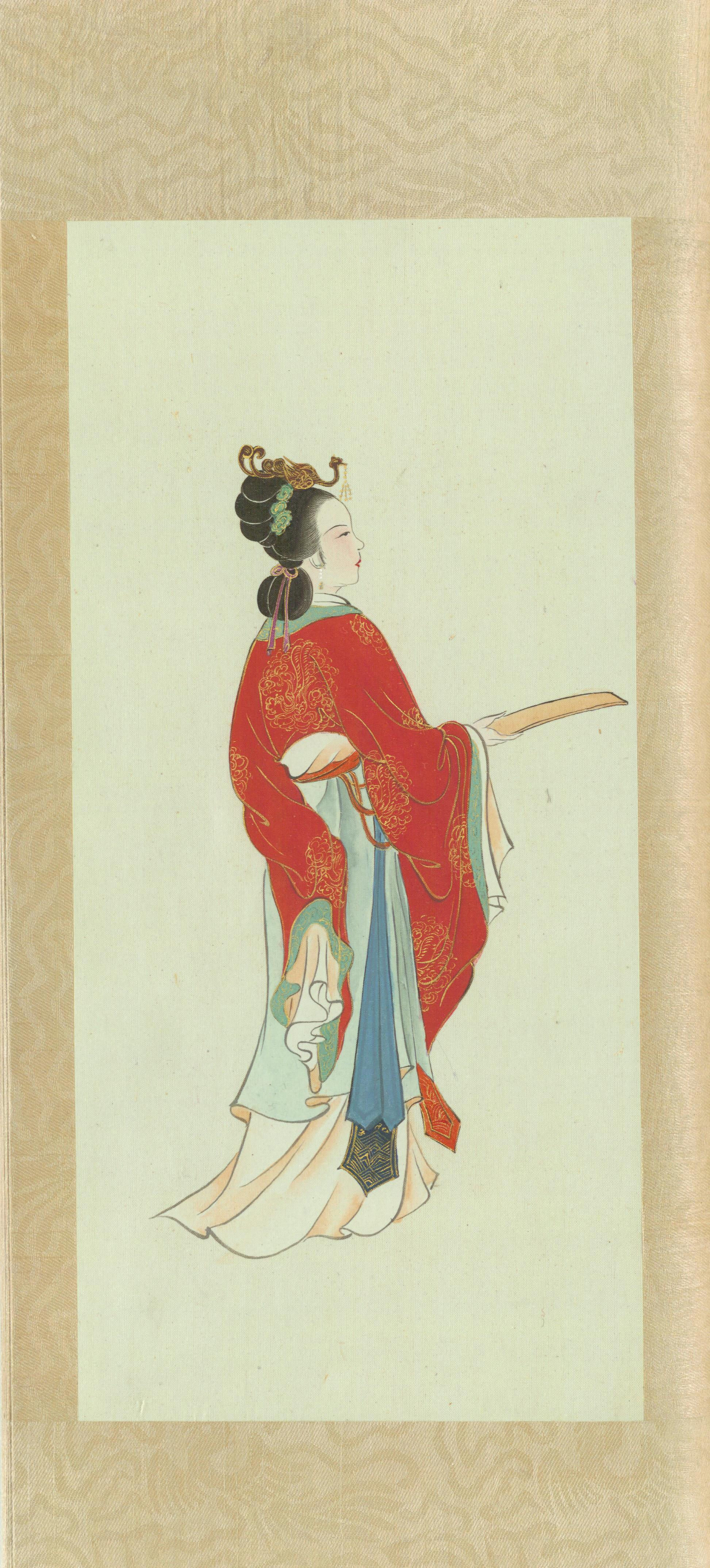
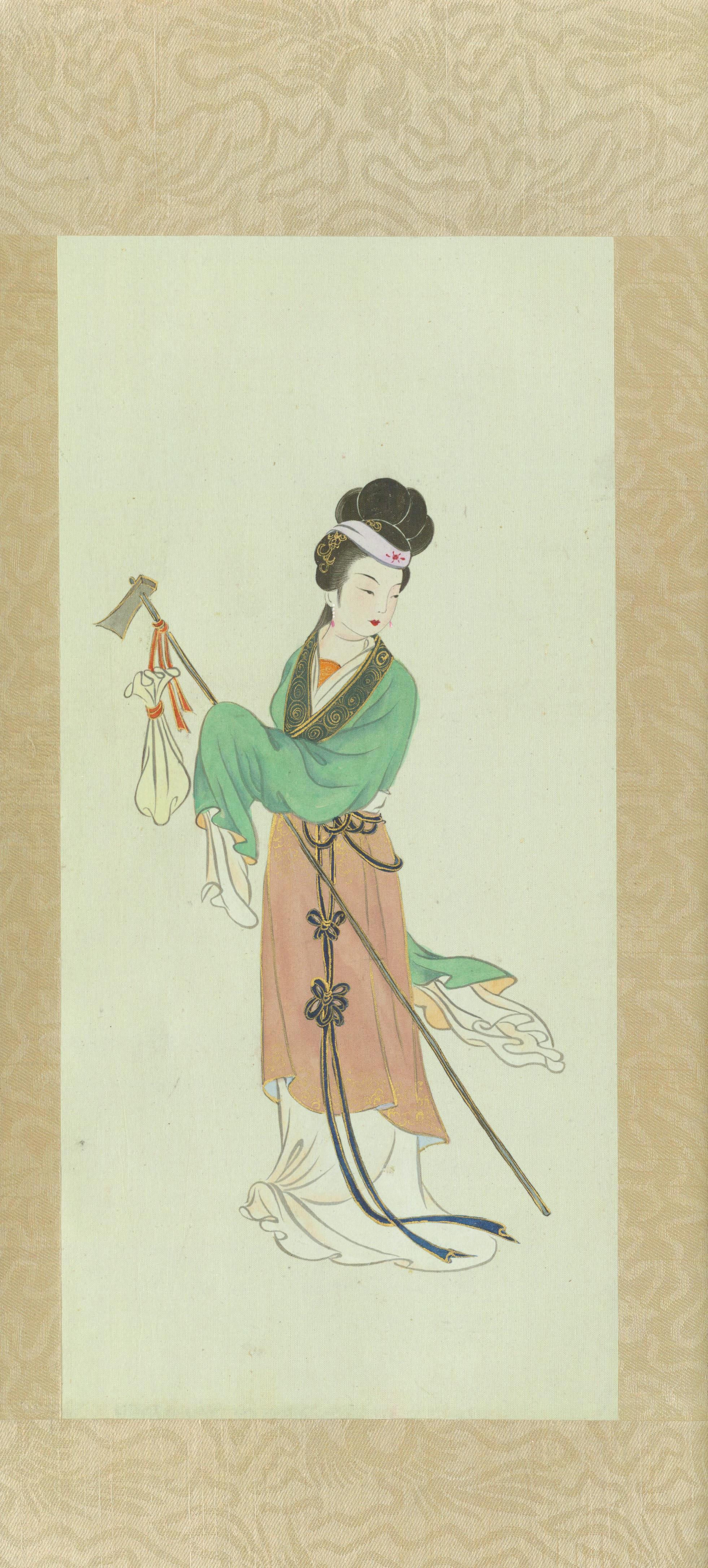
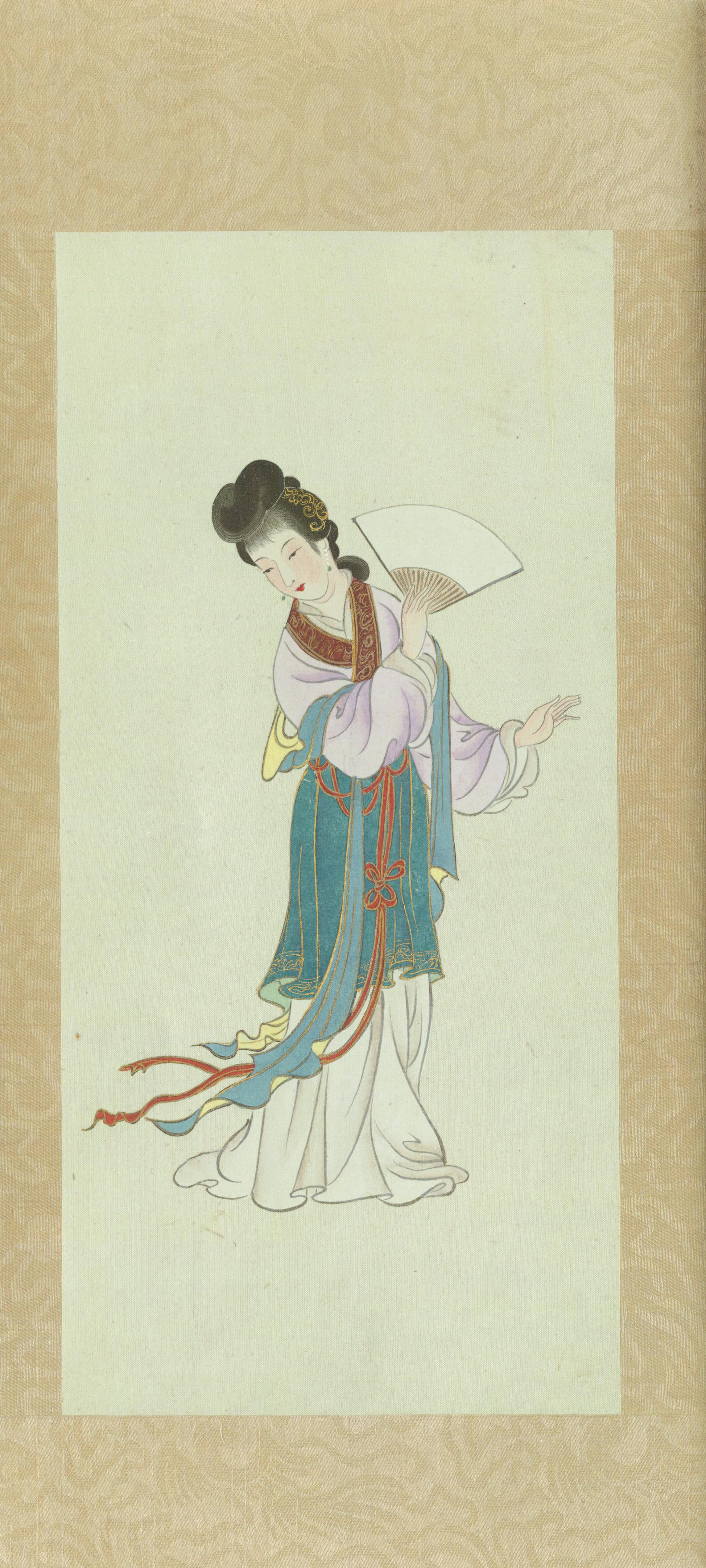
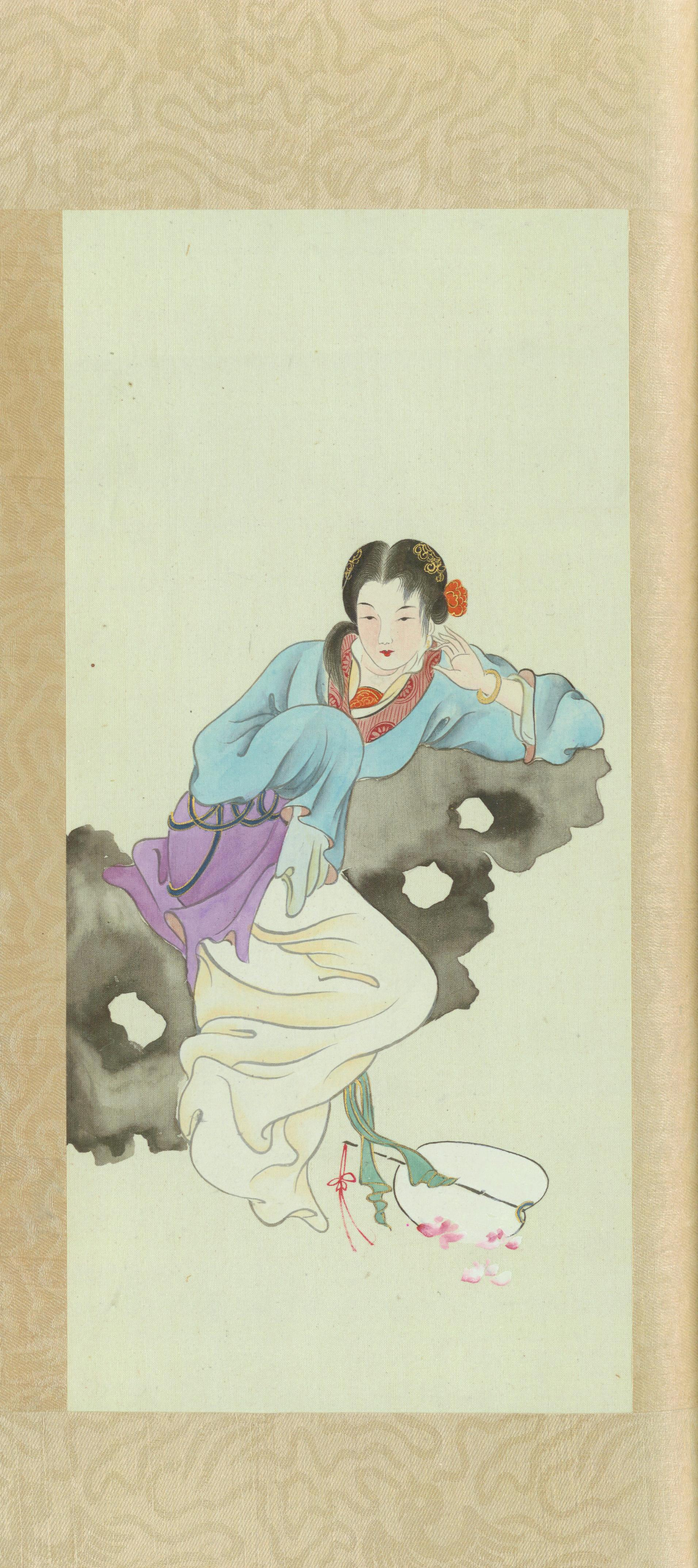
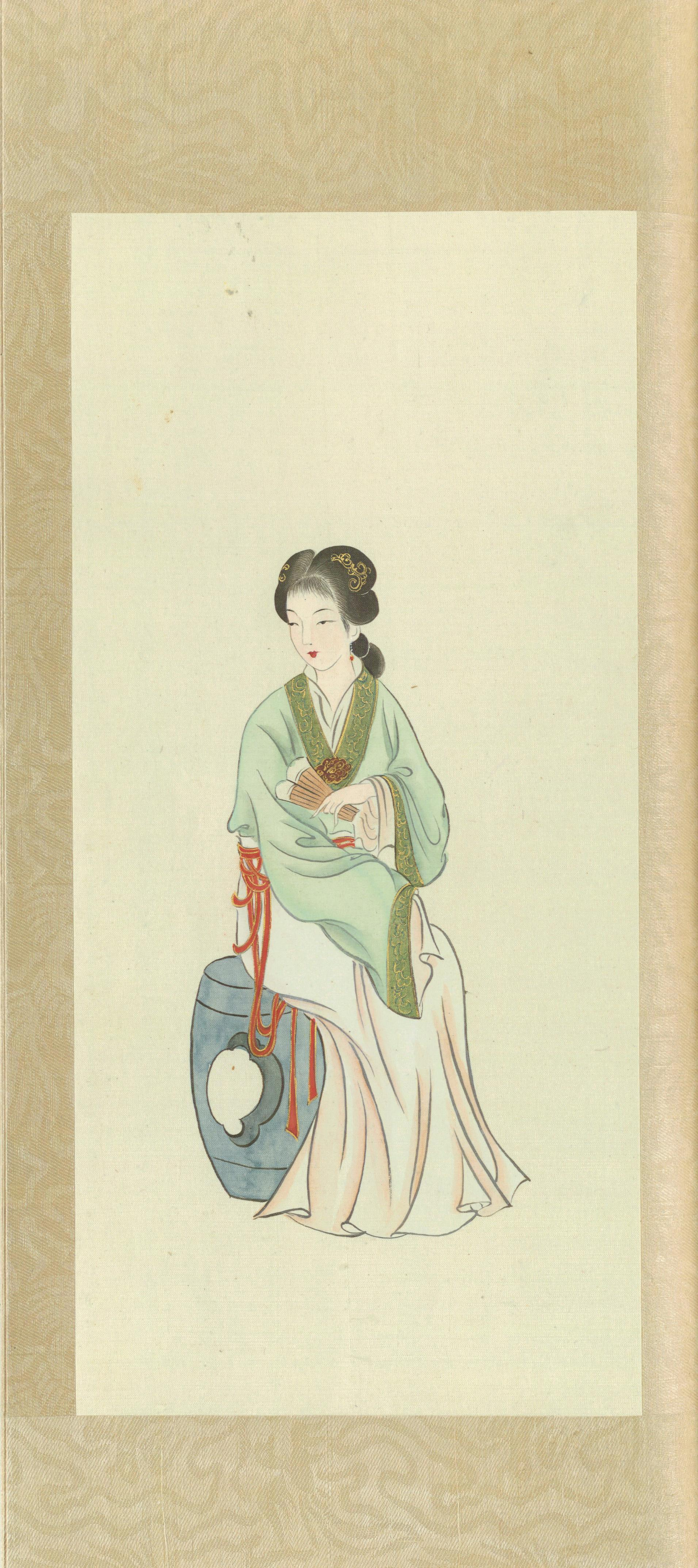
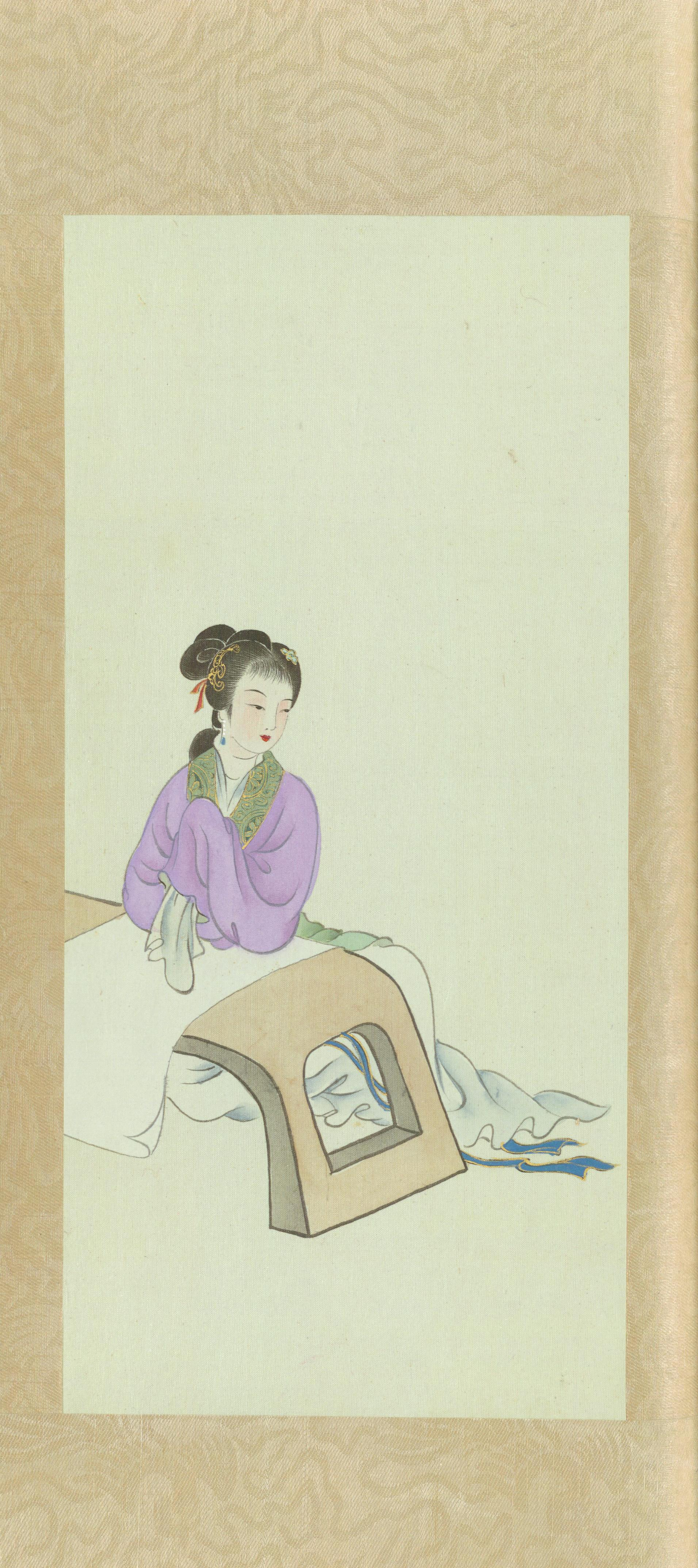
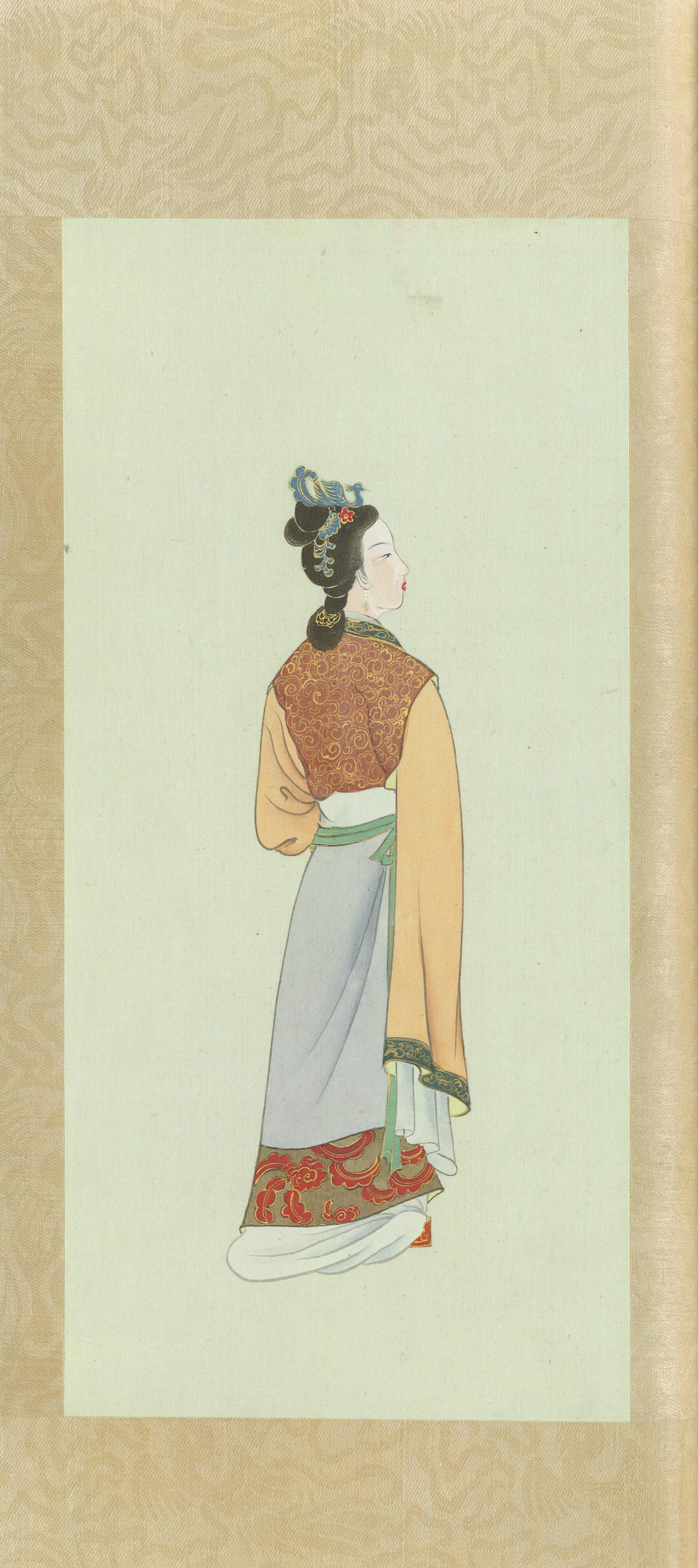
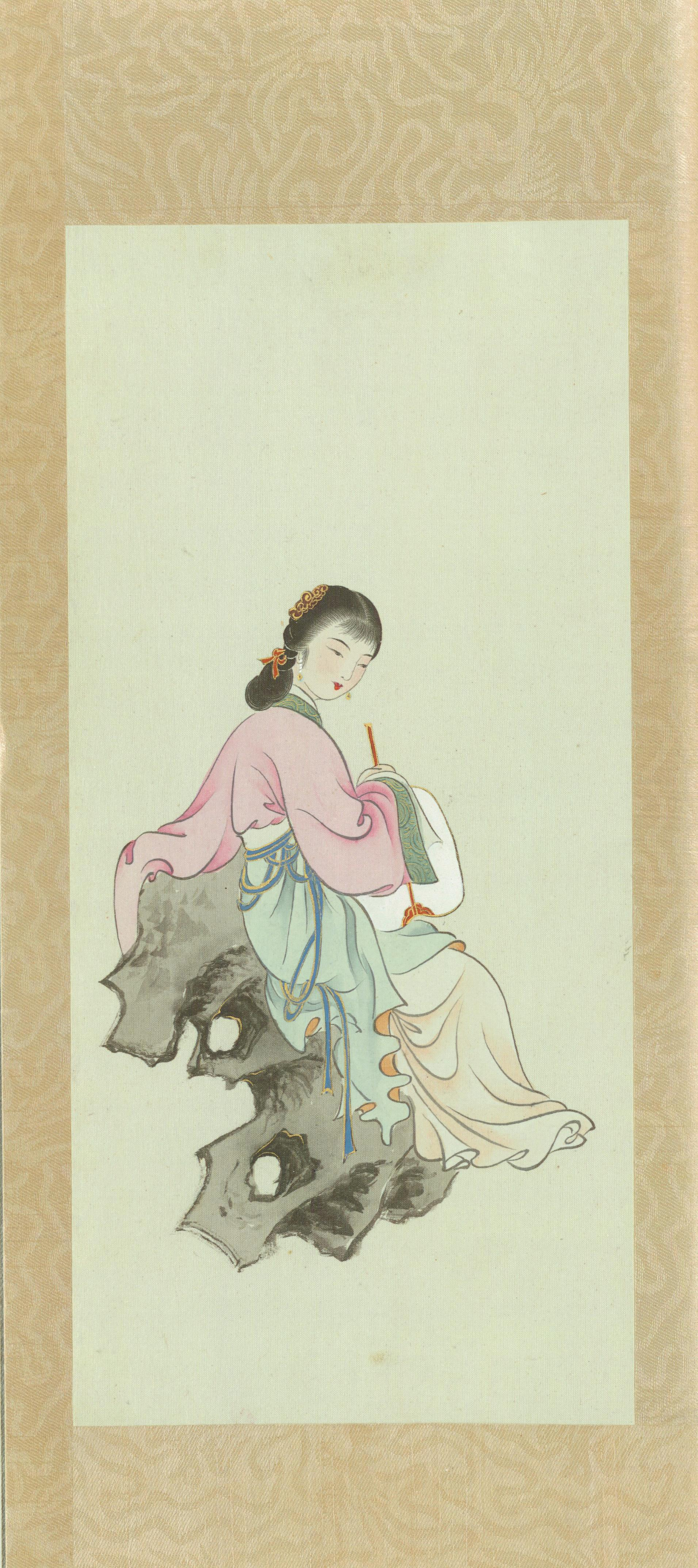
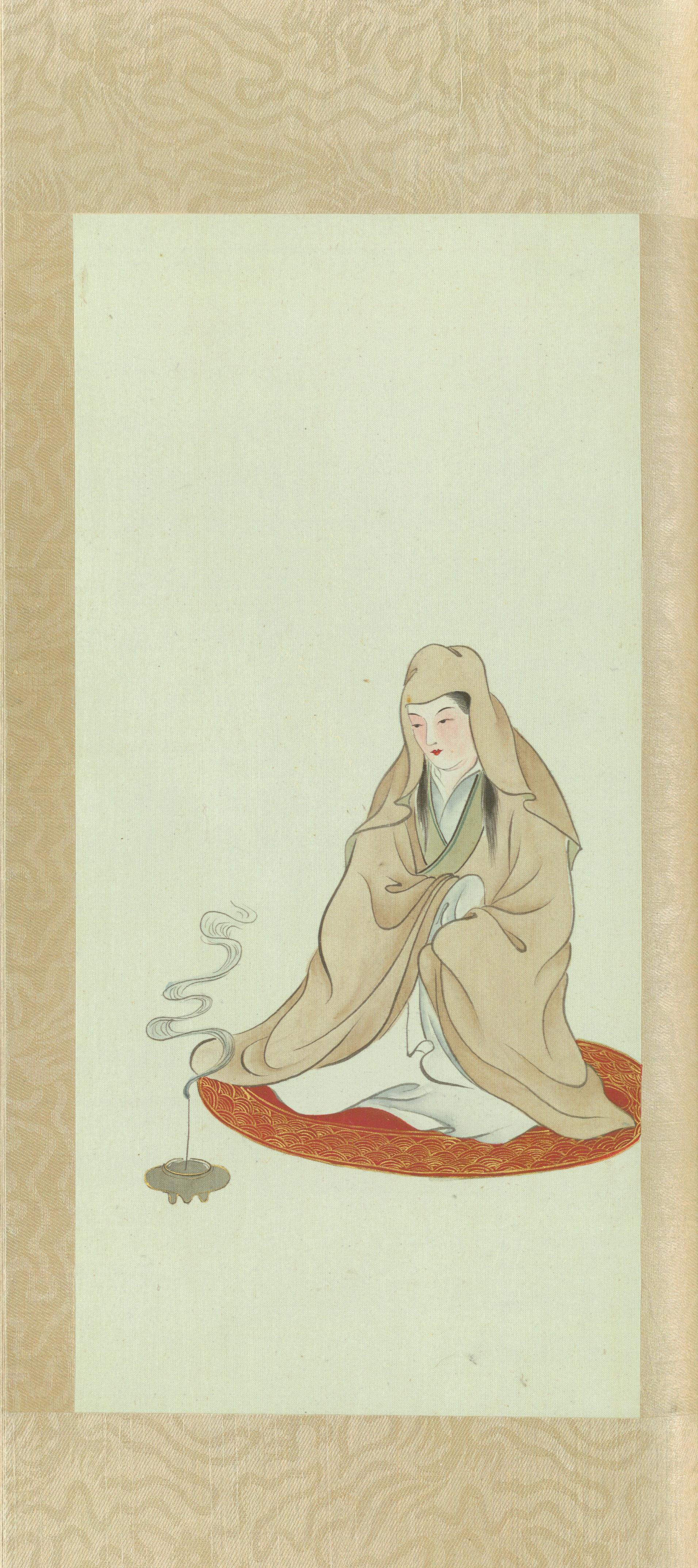
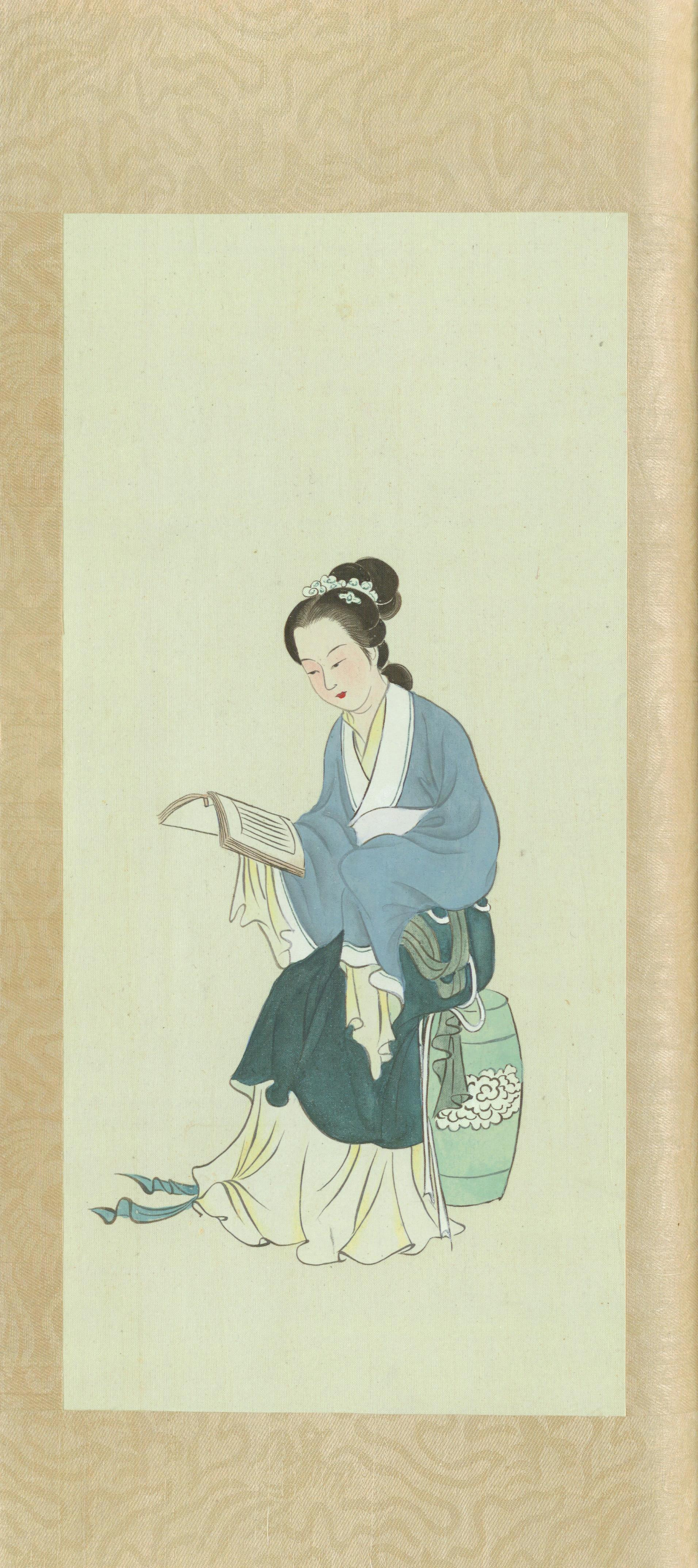
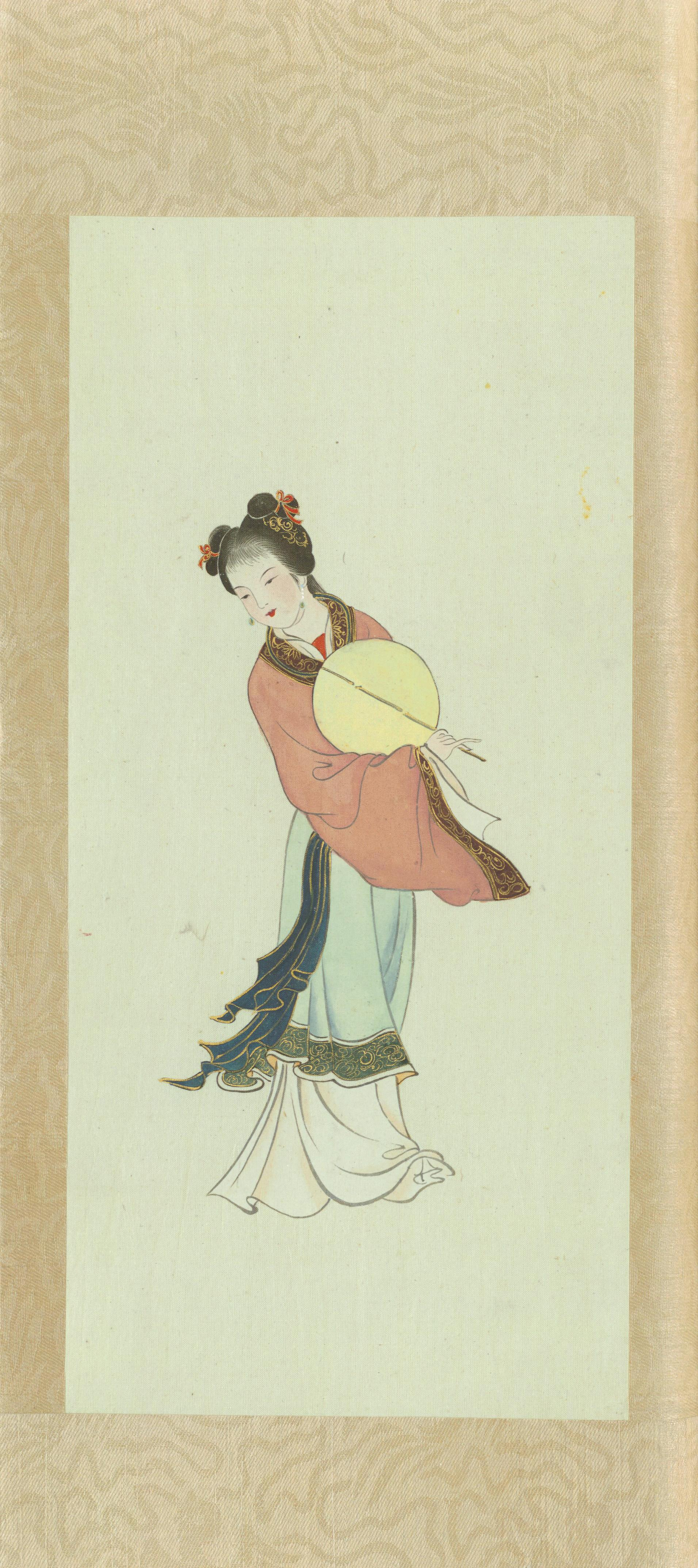
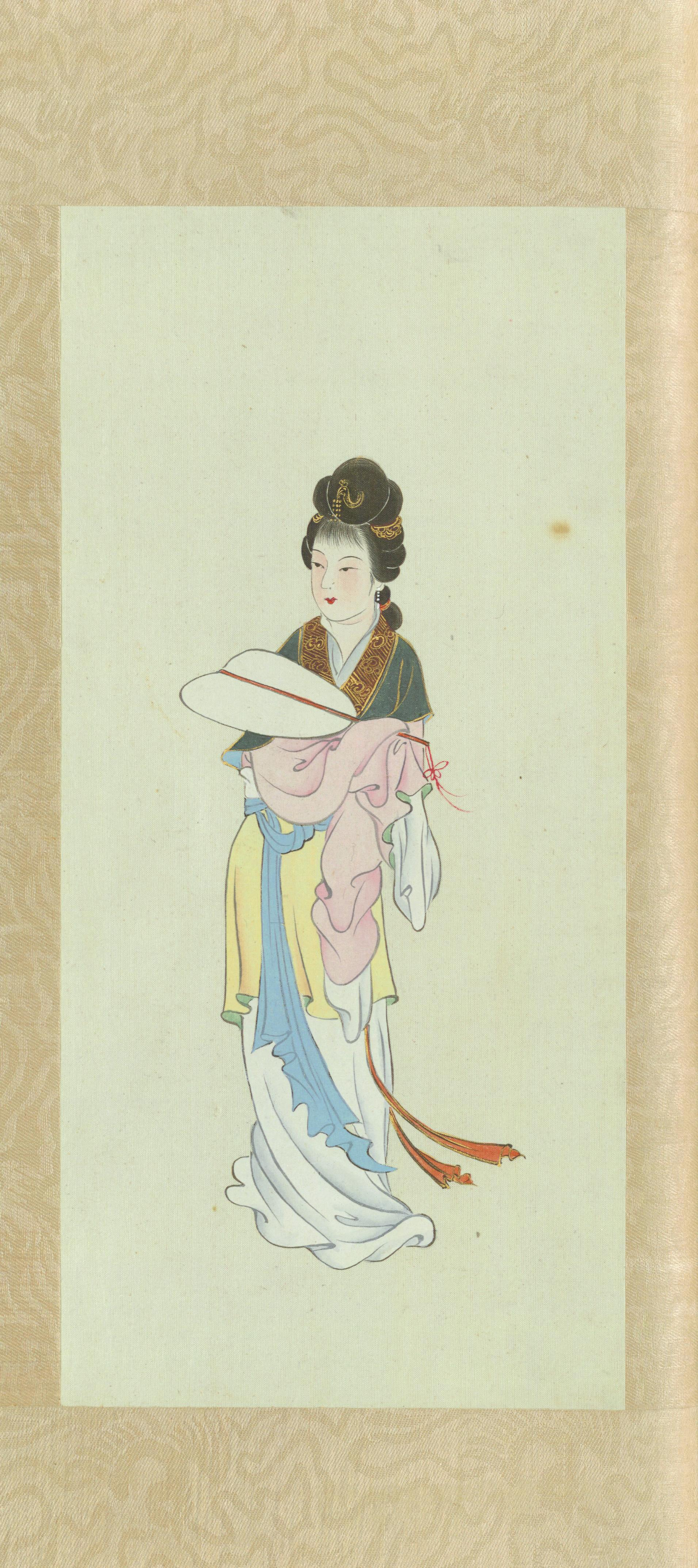

- Abuela Jia ( chino simplificado :贾母; chino tradicional :賈母; pinyin : Jiǎmǔ ), de soltera Shi.

También llamada Matriarca o Viuda, hija del Marqués Shi de Jinling. Abuela tanto de Baoyu como de Daiyu, es la máxima autoridad viviente en la casa Rongguo y la más antigua y respetada de todo el clan, pero también una persona cariñosa. Tiene dos hijos, Jia She y Jia Zheng, y una hija, Min, la madre de Daiyu. Daiyu es llevada a la casa de los Jias ante la insistencia de la abuela Jia, y ella ayuda a Daiyu y Baoyu a unirse como compañeros de juegos de la infancia y, más tarde, como almas gemelas. Distribuye sus ahorros entre sus familiares luego de la incautación de sus propiedades por parte del gobierno poco antes de su muerte.

- Jia She ( chino simplificado :贾赦; chino tradicional :賈赦; pinyin : Jiǎ Shè ; Wade – Giles : Chia Sheh )

El hijo mayor de la viuda. Es el padre de Jia Lian y Jia Yingchun . Es un hombre pérfido, codicioso y mujeriego. Está celoso de su hermano menor a quien su madre favorece. Más tarde es despojado de su título y desterrado por el gobierno.

- Jia Zheng ( chino simplificado :贾政; chino tradicional :賈政; pinyin : Jiǎ Zhèng ; Wade – Giles : Chia Cheng )

Padre de Baoyu, el hijo menor de la viuda. Es un erudito disciplinario y confuciano. Temeroso de que su único heredero sobreviviente se vuelva malo, impone reglas estrictas a su hijo y usa castigos corporales ocasionales. Tiene una esposa, Lady Wang, y una concubina: Zhao. Es un erudito confuciano que intenta vivir la vida como una persona recta y decente, pero fuera de contacto con la realidad y una persona que no interviene en el hogar y en la corte.

- Jia Lian ( chino simplificado :贾 琏; chino tradicional :賈 璉; pinyin : Jiǎ Liǎn ; Wade-Giles : Chia Lien )

El esposo de Xifeng y primo mayor paterno de Baoyu, un mujeriego notorio cuyos numerosos asuntos causan muchos problemas con su esposa celosa, incluidos hombres que no son conocidos por su esposa. Su concubina embarazada (Second Sister You) finalmente muere por la ingeniería de su esposa. Él y su esposa están a cargo de la mayoría de las decisiones de contratación y asignación monetaria y, a menudo, luchan por este poder. Es un canalla con un carácter defectuoso pero todavía tiene conciencia.

- Xiangling (香菱; traducción de Hawkes / Minford: Caltrop; Significado: abrojo de agua fragante ) - la doncella de Xues, nacida como Zhen Yinglian (甄英蓮, un homófono con "merecida piedad"), la hija secuestrada y perdida de Zhen Shiyin (甄 士隱, un homófono con "Ocultando la verdad"), el caballero del campo en el Capítulo 1. Su nombre es cambiado a Qiuling (秋 菱) por la esposa malcriada de Xue Pan, Xia Jingui (夏金桂) que está celosa de ella y trata de envenenarla. Xue Pan la convierte en la dueña de la casa después de la muerte de Jingui. Pronto muere al dar a luz.
- Ping'er (平 兒; traducción de Hawkes / Minford: Paciencia; Significado: Paz)

La doncella principal y confidente personal de Xifeng; también concubina del marido de Xifeng, Jia Lian. Originalmente la sirvienta de Xifeng en la casa Wang, sigue a Xifeng como parte de su dote cuando Xifeng se casa con la casa Jia. Ella maneja sus problemas con gracia, ayuda a Xifeng hábilmente y parece tener el respeto de la mayoría de los sirvientes domésticos. También es una de las pocas personas que puede acercarse a Xifeng. Ella ejerce un poder considerable en la casa como la asistente más confiable de Xifeng, pero usa su poder con moderación y justicia. Ella es sumamente leal a su ama, pero más bondadosa y de carácter dulce.

- Xue Pan ( chino :薛蟠; pinyin : Xuē Pán ; Wade-Giles : Hsueh Pan ; Significado: enrollar (como un dragón ))

El hermano mayor de Baochai, un libertino disoluto y holgazán que era un matón local en Jinling. Era conocido por sus hazañas amorosas tanto con hombres como con mujeres. No particularmente bien educado, una vez mató a un hombre por una sirvienta (Xiangling) e hizo silenciar el caso de homicidio con dinero.

- Granny Liu ( chino simplificado :刘 姥姥; chino tradicional :劉 姥姥; pinyin : Liú Lǎolao )

Un pariente rústico y distante de la familia Wang, que ofrece un contraste cómico con las damas de la Casa Rongguo durante dos visitas. Finalmente rescata a Qiaojie de su tío materno, que quería venderla.

- Lady Wang ( chino :王 夫人; pinyin : Wáng Fūren )

Budista, esposa principal de Jia Zheng. Hija de una de las cuatro familias más destacadas de Jinling. Debido a su supuesta mala salud, entrega el manejo de la casa a su sobrina, Xifeng, tan pronto como esta última se casa con la familia Jia, aunque retiene el control general sobre los asuntos de Xifeng para que esta última siempre tenga que informar a su. Aunque Lady Wang parece ser una amante amable y una madre cariñosa, de hecho puede ser cruel y despiadada cuando se desafía su autoridad. Ella presta mucha atención a las criadas de Baoyu para asegurarse de que Baoyu no desarrolle relaciones románticas con ellas.

- Tía Xue (chino simplificado :薛姨妈; chino tradicional :薛姨媽; pinyin : Xuē Yímā ),

tía materna de soltera WangBaoyu, madre de Pan y Baochai, hermana de Lady Wang. Es amable y afable en su mayor parte, pero le resulta difícil controlar a su hijo rebelde.

- Hua Xiren (chino simplificado :花 袭人; chino tradicional :花 襲人; pinyin : Huā Xírén ; traducción de Hawkes / Minford: Aroma; Significado: Flower Assails Men)

La principal doncella de Baoyu y su concubina no oficial . Mientras ella todavía está de pie como la doncella de la viuda, la viuda se la dio a Baoyu, por lo que, en la práctica, Xiren es su doncella. Considerada y siempre preocupada por Baoyu, es la pareja de su primer encuentro sexual adolescente en el mundo real en el Capítulo 5. Después de la desaparición de Baoyu, sin saberlo, se casa con el actor Jiang Yuhan, uno de los amigos de Baoyu.

- Qingwen (chino :晴雯; pinyin : Qíngwén ; traducción de Hawkes / Minford: Skybright, Significado: Nubes multicolores soleadas)

La criada personal de Baoyu. Descarada, altiva y la sirvienta más hermosa de la casa, se dice que Qingwen se parece mucho a Daiyu. De todas las sirvientas de Baoyu, ella es la única que se atreve a discutir con Baoyu cuando es reprendida, pero también es extremadamente devota de él. Desdeña el intento de Xiren de usar su relación sexual con Baoyu para elevar su estatus en la familia. Más tarde, Lady Wang sospechó que tenía una aventura con Baoyu y la despide públicamente por ese motivo; enojada por el trato injusto y por las humillaciones y calumnias que la acompañaron como resultado, Qingwen muere de una enfermedad poco después de dejar la casa Jia.

- Yuanyang (chino simplificado :鸳鸯; chino tradicional :鴛鴦; pinyin : Yuānyang ; traducción de Hawkes / Minford: Fiel; Significado: "Par de patos mandarines ")

La doncella principal de la viuda. Ella rechaza una propuesta de matrimonio (como concubina) al lascivo Jia She, el hijo mayor de la abuela Jia y se suicida justo después de la muerte de la viuda.
- Mingyan ( chino simplificado :茗烟; chino tradicional :茗煙; pinyin : Míngyān ; traducción de Hawkes / Minford: Tealeaf, que significa: vapor de té)

Paje de Baoyu. Conoce a su amo como la palma de su mano.

- Zijuan ( chino simplificado :紫鹃; chino tradicional :紫鵑; pinyin : Zǐjuān ; Wade-Giles : Tzu-chuan ; traducción de Hawkes / Minford: Nightingale; Significado: " Rododendro púrpura o cuco")

La fiel sirvienta de Daiyu, cedida por la viuda a su nieta. Más tarde se convierte en monja para servir a Jia Xichun.

- Xueyan ( chino :雪雁; pinyin : Xuěyàn ; traducción de Hawkes / Minford: Snowgoose)

La otra doncella de Daiyu. Ella vino con Daiyu desde Yangzhou, y se presenta como una niña joven y dulce. Se le pide que acompañe a la novia con velo Baochai para engañar a Baoyu haciéndole creer que se va a casar con Daiyu.

- Concubina Zhao ( chino simplificado :赵姨娘; chino tradicional :趙姨娘; pinyin : Zhào Yíniáng )

Una concubina de Jia Zheng . Ella es la madre de Jia Tanchun y Jia Huan, los medios hermanos de Baoyu. Anhela ser la madre del cabeza de familia, lo que no logra. Ella planea asesinar a Baoyu y Xifeng con magia negra, y se cree que su plan le costó la vida.

## Edición en Español
- Cao Xueqin (2010). Sueño en el pabellón rojo. Traducción del chino de Zhao Zhenjiang. Obra completa. Dos tomos. Galaxia Gutenberg & Círculo de lectores, Universidad de Granada.

1. Volumen 1. ISBN 978-84-8109-834-1.
2. Volumen 2. ISBN 978-84-8109-835-8.

## Galería

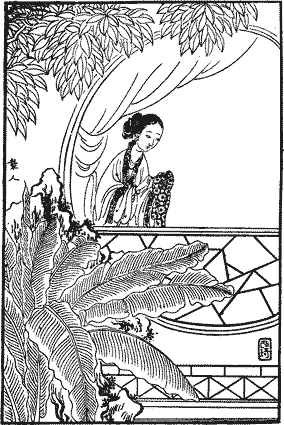
El personaje Xiren. Impresión en madera de la época de la Dinastía Qin. Gai Qi (n. 1773).
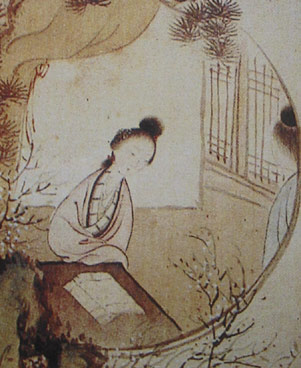
Escena pintada por Xu Baozhuan. (n. 1810).
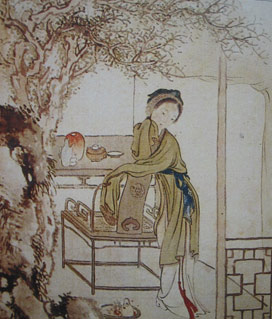
Escena pintada por Xu Baozhuan.
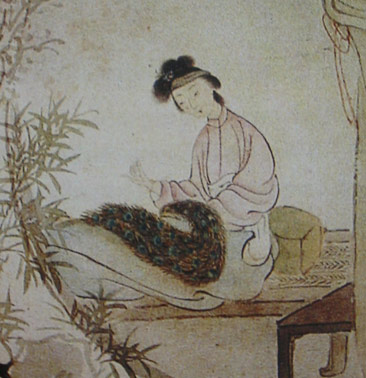
Qingwen: personaje femenino pintado por Xu Baozhuan.